# Рукописна књига
Рукописна књига или рукопис је најстарији облик књиге, писана руком. Први пут јавља се као рукописна књига Светог писма, ране књижевности или античких анала.

## Наука о рукопису и рукописној књизи
Рукопис (средњов. лат. manuscriptum, према лат. manu scriptum: руком писати) је текст писан руком на меком, лакопреносивом материјалу. У научној терминологији рукопис означава књигу писану руком (за разлику од докумената и писама писаних руком, који спадају у дипломатску и архивску грађу). Рукописи су имали два облика: свитак и кодекс.
Свитак је трака од папируса ширине 5-40 цм и неодређене дужине (зависно од обима рукописа), намотана око два дрвена штапа — по један на сваком крају. У антици се назива volumen, а у средњем веку rotulus. Свици су настали у Египту око 3000 год. п. н. е. и од њих су их касније преузели и други народи. Као облик рукописа преовлађују до 4. века н.е. када их потискује кодекс.
Кодекс је настао повезивањем листова пергамента (касније папира) кожним врпцама (cauda, coda) па отуда и назив овог облика рукописне кљиге — кодекс (caudex, codex). Кодекс води порекло од диптиха односно полиптиха, међусобно повезаних глинених плочица (види чланак Књига).
- Аутограф је својеручно исписан рукопис, односно рукопис који је написао сам аутор. Ако је аутор исписао исто дело више пута само једно од њих је аутограф.
- Логограф је копија, односно препис изворног рукописа — аутограма. Даље умножавање назива се копија.
- Архетип је рукопис настао са аутографа и од кога воде порекло сви каснији преписи. Архетипом се често назива и први препис рукописа.

Научна дисциплина која се бави проучавањем рукописа на папирусима зове се папирологија, а научна дисциплина која проучава кодексе кодикологија (лат. codex: рукописна књига и грч. logos: реч)

## Кратка историја рукописне књиге
Претече кодекса јављају се још код Хетита у 2. миленијуму п. н. е. Глинене плочице исписане текстовима различите садржине понекад су повезиване кожним тракама у диптихе, (триптихе, полиптихе...) и то су најстарији облици слични књизи какву данас познајемо. На оваквим глиненим плочицама исписан је и „Еп о Гилгамешу“. Након глинених плочица појављују се воштане таблице (лат. tabulae), прављене од дрвета и премазиване слојем воска по коме се писало заоштреном писаљком — стилусом. Воштане таблице коришћене су у старом Риму, затим у средњем веку у многим земљама Европе, а у Србији до краја 18. века.
У Египту се пре око 3000 год. п. н. е. појавио свитак и као облик рукописне књиге доминирао је до 4. века н.е. Од Египћана су га преузели и други народи, па је постао најраширенији облик писаног документа хеленистичког и римског периода.
У старом Риму у 1. веку н.е. појављује се нови облик рукописне књиге — кодекс. Дефинитивну превласт над свим осталим облицима књиге кодекс односи у 4. веку, захваљујући ширењу хришћанства које га афирмише.
Писари су у античком добу били учени и веома цењени људи. У 3. веку п. н. е. преписивање и умножавање рукописа обављали су библиофили (лат. bibliophilae). Они су се осим умножавањем бавили и продајом преписаних рукописа и сматрају се претечама издавача и књижара. Богати Римљани имали су посебне робове, најчешће Грке, чији је посао био преписивање књига, а звали су се либрариуси (лат. librarius).
После распада Римског царства античка култура је нестала, а у Европи се образују три културне средине: многобројне феудалне државице на западу, Византија на истоку и нова исламска култура у источном Средоземљу. Једину везу између старог и новог света представљала је књига.
Племство је одржало традицију производње у преписивачким радионицама, али под утицајем црквених ауторитета књига у средњем веку губи своју основну функцију из античког периода. Од најважнијег медија за преношење знања постаје најважнији објекат у функцији црквеног обреда.
Рукописи на папирусним свитцима и у пергаментним и папирним кодексима, настали пре појаве штампарства, сматрају се античким и средњовековним књигама. Античка књижевност писана је на свитцима а затим, преписивана на кодексима, доспела до времена појаве штампе.

## Свитак
Свитак је најстарији облик рукописне књиге. У старом веку био је најраширенији облик рукописа. Као облик рукописа преовлађује до 4. века н.е. У средњем веку су и западна и источна црква употребљавале свитке у литургијске сврхе. Јеврејске богослужне књиге и данас су на свицима.
У римској традицији на крају текста на свитку стајало је упозорење „explicit liber“. Сходно томе у палеографији се цитирање завршетка једног рукописа зове експлицит а цитирање почетка неког дела инципит. Свици исписани само са једне стране звали су се анопистографи а они исписани обострано опистографи. У старом веку свици су исписивани у ступцима (columnae) а у средњем веку целом ширином свитка (in continuo).
Уместо папируса за израду свитака изузетно се употребљавао и пергамент. Чувени „Кумрански рукописи“ су заправо пергаментни свици.
- Велики свитак Исаијин (енгл. Great Isaiah Scroll), део Кумранских рукописа из 100. год. п. н. е. исписан је у ступцима.
- Велика повеља слобода (лат. Magna carta libertatum), (енгл. The Great Charter) настала у 13. веку, исписана је целом ширином свитка.

## Кодекс
Кодекс у средњем веку означава књигу, писану руком прво на пергаменту, а затим на папиру. Кодекси садрже првенствено дела античких писаца, а од 5. века постепено се појављују и преписи Библије и других богослужбених књига. Настанак кодекса омогућила је појава новог материјала за писање — пергамента.

### Израда кодекса
У античко доба рукописи су се умножавали у мануфактурама, док су у средњем веку настајали у манастирским скрипторијима. Појавом првих универзитета и развојем градова ширила се потреба за књигом као робом, па се појављују посебне радионице за преписивање рукописа.
Кодекси су се израђивали тако што су се припремљени табаци пергамента (folia) пресавијали и слагали у свеске. Обично су по 4 листа заједно пресавијана на пола и добијени свежањ називао се тетрад (грчки) или кватернион (латински). Повезивањем тетрада добијале су се свеске, касније назване кодекси. Зависно од броја и начина пресавијања једног листа пергамента добијани су различити формати: фолио, четвртина, осмина, шеснаестина.

### Исписивање кодекса
Писање текста и његово украшавање ретко је радила иста особа. Израда кодекса уопште била је резултат сложеног тимског рада писара, преписивача (калиграфа), рубрикатора, илуминатора и књиговезаца.
На припремљеном пергаменту писар је најпре означавао простор на коме ће се налазити текст, а на рубовима је остављао простор за маргине. Посебно је обележаван и просто за ступце и илуминације (украсе). Да би писао равномерно писар је исцртавао и линије редова текста.
Текст кодекса је често писан у две колоне на страници, без прекида и без одвајања речи. Ради уштеде времена и простора текст је обиловао лигатурама, тј. међусобно спојеним словима које је могао препознати само добар познавалац писма и скраћеницама — абревијацијама.

### Писмо рукописа
Због нејединствености исписивања писмо се у рукописима тешко стандардизирало. Отуда велике разлике између појединих националних култура, писарских школа, чак и унутар истог кодекса који је исписивало „више руку“. С друге стране, управо та разноликост омогућила је бржи развој писма, који се појавом штампе вишеструко успорио.
У зависности од функцији текста (степену његове јавности) успостављали су се и различити типови рукописног писма, најједноставније подељени на свечано монументално — мајускула (из ког се убрзо развила и минускула) и на практичнији курзив (брзопис).

### Нумерација и пагинација
Рукописне књиге у почетку нису имале нумерисане листове. У 12. веку појављује се нумерација свезака (тетрада), а тек у 16. веку пагинација страница. Свешчице су означаване на последњим страницама римским или арапским бројевима или словима алфабета. ове ознаке називају се сигнатуре. У рукописима после 11. века уместо нумерације често се налазе рекламате — у дну последње странице свеске исписује се прва почетна реч текста наредне свеске.
У ћириличким рукописима нема нумерације нити пагинације већ су свеске обележене словима грчких бројева при дну прве странице (сигнатуром од једног или два слова).

### Украшавање (илуминација) рукописа
Украшавање средњовековних рукописних књига назива се илуминација. Илуминацију рукописне књиге чине три елемента: заставица, минијатура и иницијал.
- Заставица у рукописној књизи представља орнаментално поље на почетку текста, поглавља или важније целине. Заставицама се украшавају нарочито ћириличке богослужбене књиге (старослов. заставити: украсити).
- Минијатура (лат. minium: црвена боја) обухвата све оне елементе сликане или цртане на маргинама, у оквиру ступца или ређе на целој страни. У јеванђељима минијатуре често укључују и портрете јеванђелиста. Ретко илуструју текст уз који стоје. Један од изузетака представља Призренско јеванђеље у коме минијатуре непосредно илуструју текст.
- Иницијал је истакнуто и украшено слово на почетку текста, поглавља или целине.[1]

- Заставица — Радослављево јеванђеље, 15. век.
- Иницијал: слово „Б“ — Радослављево јеванђеље, 15. век.

### Повез
Повезивање рукописне књиге била је посебна врста уметничког рада. Средњовековни кодекси по правилу су повезивани у дрвене корице пресвучене кожом и на угловима окиване металом. За скупоцене повезе коришћено је злато и позлаћени орнаменти на корицама и леђима књиге. Поред позлате коришћено је и сребро, драго камење, седеф, емајл, слоновача и др.

## Писари и радионице
Развој хришћанства пред књигу поставља нове захтеве. Уређивање црквеног живота темељи се на богослужбеним књигама. Зато се у средњем веку производња чување књига организују у манастирским библиотекама, док се умножавање врши у преписивачким радионицама — скрипторијумима. Преписивало се по диктату или „тихо“. Писарске радионице биле су биле опремљене за истовремени рад више писара, а често су писари радили и сами, у својим ћелијама.
Постојале су две врсте писара: искусни калиграфи, антиквари (antiquarii) и скриптори (scriptores) који су преписивали једноставне текстове. Писари су могли да буду само они монаси који су имали довољно знања, велику писарску вештину и посвећеност том духовном послу. Уживали су велики углед, неретко и привилегије, а у неким земљама су имали и правну заштиту.
Најпознатије писарске радионице основане су у првим манастирима у јужној Италији — Виваријум и Монте Касино.
Манастир Виваријум основао је римски сенатор Касиодор у 5. веку на свом имању, како би надокнадио духовну академију коју није успео да оснује у Риму. Прописао је правила монашког живота, која су обухватала и обавезу да преписују књиге хришћанских, као и најважнија дела античких писаца.
Скрипториум у манастиру Монте Касино основан је тек два века након оснивања самог манастира, да би у 11. веку постао најзначајније хришћанско културно средиште.
Ирски манастири имали су од 7. века велику улогу у преписивању рукописних књига. Међу ретким сачуваним рукописима из тог раног периода је и богато илустровано и фантастично илуминирано Јеванђеље с краја 8. века, познато као Book of Kells.

### Византијски скрипторијуми
После пропасти Западног римског царства и Велике сеобе народа римска и хришћанска култура селе се на исток. Византија гради нову културу али, за разлику од запада, чува и античку традицију. Убрзо по оснивању Константинопоља почиње да ради и скрипторијум са великим бројем преписивача. Радио је у саставу царске библиотеке Академије коју је 365. године основао цар Константин Порфирогенит. Осим у скрипторијуму књиге су преписиване и у Библиотеци цариградског патријарха и у манастиру Студиону, првом манастиру основаном на територији Византије 462. године. Неколико деценија по оснивању игуман Теодор увео је обавезу преписивања књига прописану манастирским типиком.
Манастир Студион извршио је велики утицај на остале хришћанске манастире, а посебно на манастире на Светој Гори. Светогорски писари имају велику улогу у преписивању античких рукописа.
Рукописна књига је дуго надживела почетак штампања књига. To је забележено у целој Европи. На Балкану је још у XIX веку „рукописна књига успешно конкурисала штампању“. Осим ретких изузетака, скоро сва ирска литература из VII-XVII века „постоји само у рукописном облику“. До 1500. год. 77% свих штампаних књига су биле на латинском језику, пошто је латинско писмо било лако направити. Писма других језика увођена су у штампарску праксу крајње споро: била компликована технологија израде дијакритичких знакова, који су обележавали акценте, самогласнике и томе слично. Зато су још стотинама година после почетка штампе књига „преписивачи грчких, арапских и јеврејских рукописа остали ван конкуренције...".

## Рукописне књиге код Срба
Преписивачка активност српских манастира у средњем веку одвија се под утицајем Византије. Од првих писара у 12. веку све више се води рачуна о писму, ликовном изразу и језику. Српски писари ширили су ову вештину и вршили утицај на друге средине у којима су радили.
У српској традицији нема пуно свитака, али су познати неки, као повеље, грамате и сл. Оснивачка повеља манастира Дечани исписана је на свитку дугом 5 м. У хиландарској библиотеци чувају се свици на пергаменту који датирају из 14. века.
Када је реч о рукописним кодексима, ситуација је сасвим другачија. До данас је сачуван велики број ових књига, најстарији сачувани рукописи из 12. века су:
- Маријинско јеванђеље, глагољички рукопис на старословенском језику са видљивим траговима српске редакције.
- Мирослављево јеванђеље, нешто млађи, али за српску културу најважнији писани споменик, ћирилски рукопис српске редакције.
- Вуканово јеванђеље

### Српска књижевност у средњем веку
Са формирањем јединствене државе Немањића настаје и нова епоха у историји старе српске књижевности. Јављају се нови, даровити писци, а књижевност се осамостаљује. Утврђује се и нормира рашка редакција старословенског језика, интензивира се рад преводилаца са грчког језика, али се састављају и оригинална дела.
Са делом Светог Саве српска књижевност постаје део књижевности православног словенског света. До краја 13. века формирају се књижевни центри немањићке Србије у Хиландару, Студеници, Жичи, Милешеви, Пећи. Свети сава је зачетник самосталне српске књижевности. Прво његово дело је Карејски типик (правила понашања) написан 1199. године за Карејску ћелију. Свети Сава је написао и друга црквеноправна дела, међу којима је најважнија Крмчија, зборник црквених правила и државних закона који је постао основни извор права у средњовековној српској држави. Права књижевна природа Светог Саве открива се тек у његовим житијним и песничким саставима. Једно од најзначајнијих дела међу њима је Житије Светог Симеона од Светог Саве.
У остала значајнија дела старе српске књижевности спадају житија, похвале и преведена књижевност. Најзначајнија су:
- Житије Светог Симеона од Стефана Првовенчаног
- Житије Светог Симеона од Доментијана
- Житије Светог Саве од Доментијана
- Житије Светог Саве од Теодосија
- Јефимијина Похвала кнезу Лазару
- Надгробно слово деспоту Ђурђу Бранковићу — песма у прози
- Слово љубве деспота Стефана Лазаревића

## Упутства (типици) за израду мастила и боја за рукописе
Ова упутства, сачувана кроз историју, су заједно са књижевношћу у писменошћу преузели Словени од Византинаца. Код Руса се та упутства називају Уставима и Указима, а код Срба Типицима, од грчке речи Tiпiкоv или правило.
Један од најзначајнијих рукописних зборника ове врсте, чува се у Љубљани у Копитаревој збирци Народне и Универзитетске библиотеке. У питању је рукописни Зборник Злокруховића, са самога почетка XVII века, судећи по запису из 1601. године.
У Националној библиотеци у Бечу у Зборнику из XVII века, са деловима из XVIII века, налазе се на два типика за израду позлате на рукописним књигама, као и типик за израду мастила за писање.
Два добро позната зборника која садрже типике у вези са материјалом за писање налазе се у Архиву Српске академије наука и уметности. Потичу из средине XVII века и унети су у рукописни Зборник бр. 46, а издао их је Стојан Новаковић 1896. године. Они садрже типике за црно мастило, типик о растварању злата, и типик како позлатити хартију.
Други рецепти налазе се у Зборнику Српске академије наука и уметности бр. 147 који је датиран у XVII-XVIII век. 
Сем ових типика позната су и два приручника XVIII века из породице Зографских.